# Бондаренко, Анатолий Михайлович
Анатолий Михайлович Бондаренко (укр. Анатолій Михайлович Бондаренко; род. 11 января 1966, Константиновка, Донецкая область) — украинский певец и композитор, исполнитель песни «Дым сигарет с ментолом», продюсер и солист группы «Нэнси», режиссёр студии «Mentol Music Corporation».

## Биография
Анатолий Бондаренко родился в 1966 году 11 января в городе Константиновка Донецкой области УССР.
Серьёзно увлекся музыкой в 4-м классе школы-интерната. В начале 1980-х годов, участвуя сразу в нескольких любительских школьных группах в качестве солиста и бас-гитариста, а затем ритм & соло-гитариста. Играя в школьных ансамблях, исполнял песни ABBA, Boney M, Smokie, советскую эстраду.
В 1983 году создал группу «Хобби», которая позже стала популярным коллективом в Донецкой области. «Хобби» выпустила альбом «Хрустальная любовь», который представляет собой цикл песен собственного сочинения. Заглавная композиция впоследствии вошла в альбом «Нэнси» «Туман-туман» (1999).
До августа 1991 года певец гастролировал с группой по областным площадкам, успешно собирая залы, и принял решение о профессиональной карьере. В период распада СССР закрывает группу «Хобби». В 1992 году собирает новых участников для группы с перспективой переезда в Москву. Запись альбома была завершена к концу 1992 года.

## Семья
- Жена — Елена Викторовна Бондаренко (Героненко), директор группы «Нэнси» с 1994 года.
- Сын — Сергей Анатольевич Бондаренко (19 июня 1987 — 18 октября 2018), солист группы «Нэнси» в 2007—2018[1].
- Брат — Игорь Михайлович Бондаренко.

## Звания и награды
- В 1984 почётная грамота от ВЛКСМ (не являлся членом организации) за активное участие в общественной жизни школы.
- В 1993 газета «Знамя индустрии» признала НЭНСИ лучшей группой года, а летом того же года в Донецке Телевизионный конкурс «Ветер с востока» учредил приз зрительских симпатий.
- В 1995 году приз «Серебряная калоша».
- Звание лучшей группы 1996 года «МузОбоз» ОРТ.
- Кавалер ордена «Служение искусству» 2 степени (серебряный) (2006), «Служение искусству» 1 степени (золотой) (2007), «Во имя жизни на земле» (2008), «Талант и призвание» (2008), «За вклад в дело мира» (2008).

### Концертные программы
За годы творческой деятельности Анатолием Бондаренко выпущены: «Дым сигарет с ментолом» (1995—1998), «Туман-туман» (1999—2001), «Горько плакала ива» (2001—2003, «Самые любимые песни» (2004), «Дым сигарет с ментолом 15 лет». В 2009 году в крупнейших залах страны прошли шоу-программы. В 2012 году — гастрольный тур «Бриллихит».